# Sierpów
Sierpów ist ein Dorf in der Landgemeinde Ozorków im Powiat Zgierski. Das Dorf befindet sich in der Woiwodschaft Łódź in Polen auf etwa 97 Metern über dem Meeresspiegel. 
Sierpów liegt etwa 7 Kilometer nördlich vom Verwaltungssitz der Gemeinde in Ozorków und etwa 30 Kilometer nördlich von der nächstgrößeren Stadt Łódź. Der nächste Nachbarort ist das nördlich gelegene Dorf Konary in etwa 500 Metern Entfernung. Die Forst- und die Landwirtschaft sind die Haupteinnahmequellen des Dorfes.